# Veilleins
Veilleins is een gemeente in het Franse departement Loir-et-Cher (regio Centre-Val de Loire) en telt 180 inwoners (1999). De plaats maakt deel uit van het arrondissement Romorantin-Lanthenay.

## Geografie
De oppervlakte van Veilleins bedraagt 47,5 km², de bevolkingsdichtheid is 3,8 inwoners per km².
De onderstaande kaart toont de ligging van Veilleins met de belangrijkste infrastructuur en aangrenzende gemeenten.

## Demografie
Onderstaande figuur toont het verloop van het inwonertal (bron: INSEE-tellingen).